# Ричардсон, Брэд
Брэ́дли Бе́нджамин Стэ́нли Ри́чардсон (англ. Bradley Benjamin Stanley Richardson; 4 февраля 1985, Белвилл, Онтарио, Канада) — канадский хоккеист, центральный нападающий клуба НХЛ «Ванкувер Кэнакс».

## Юниорская карьера
В родном Белвилле выступал за «Белвилл Бобкэтс» и «Квинт Ред Девилз» из OMHA. Quinte Red Devils из OMHA. В 1998 году участвовал на Международном турнире по хоккею с шайбой в Квебеке в составе клуба из Квинта.
На драфте OHL был выбран в первом раунде под общим 10-м номером командой «Оуэн-Саунд Аттак». С 2001 по 2005 год выступал за «Оуэн-Саунд». Сезон 2004/05 стал лучшим для канадца по статистике в ОХЛ, он смог набрать 97 (41+56) очков в 68 встречах и был включён в третью команду Всех звёзд OHL.

## Карьера в НХЛ

### Колорадо Эвеланш
На драфте НХЛ 2003 года был выбран в 5 раунде под общим 163 номером командой «Колорадо Эвеланш». 27 ноября 2005 года провёл первую игру в НХЛ в матче против «Ванкувер Кэнакс», не отметившись результативными действиями. 9 января 2006 года набрал первое очко, отдав результативную передачу в матче против «Сент-Луис Блюз», а уже 28 января забил свой первый гол в НХЛ. Всего в своём первом сезоне в НХЛ нападающий провёл 41 матч и набрал 13 (3+10) очков. Во втором сезоне в НХЛ канадец провёл 73 матча и набрал 22 (14+8) очков. Сезон 2007/08 выдался куда менее удачным, так как он провёл лишь 22 матча за «Колорадо», преимущественно играя за фарм-клуб «Эвеланш» — «Лейк Эри Монстерз».

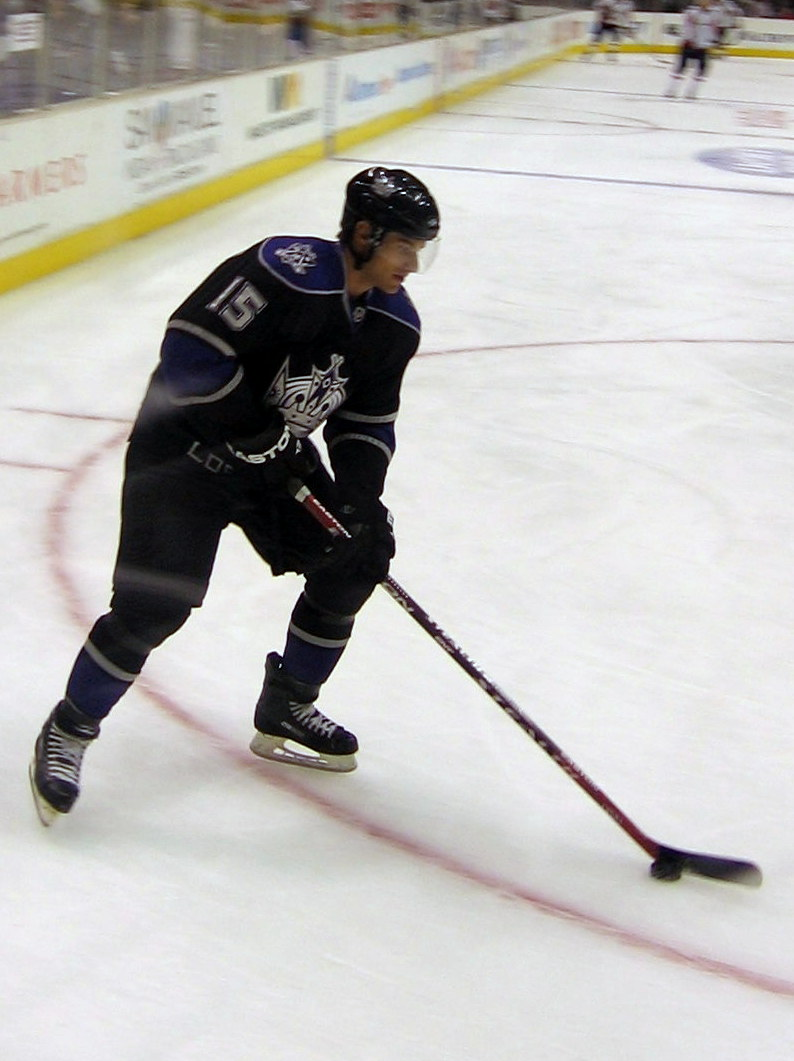
Брэд Ричардсон в составе «Лос-Анджелес Кингз» в 2008 году

### Лос-Анджелес Кингз
21 июня 2008 года «Колорадо Эвеланш» обменяли Брэда Ричардсона на пик второго раунда в «Лос-Анджелес Кингз». 15 сентября «Кингз» подписали Ричардсона на 2 года и общую сумму $ 1,175 млн. В первом сезоне Брэд набрал лишь 5 (0+5) очков в 31 матче за «Лос-Анджелес». Однако во втором сезоне значительно улучшил свои результаты и набрал 27 (11+16) очков за 81 матч сезона. 23 октября 2010 года Ричардсон оформил первый хет-трик в карьере, забив три гола в ворота «Колорадо Эвеланш» — своей бывшей команды.

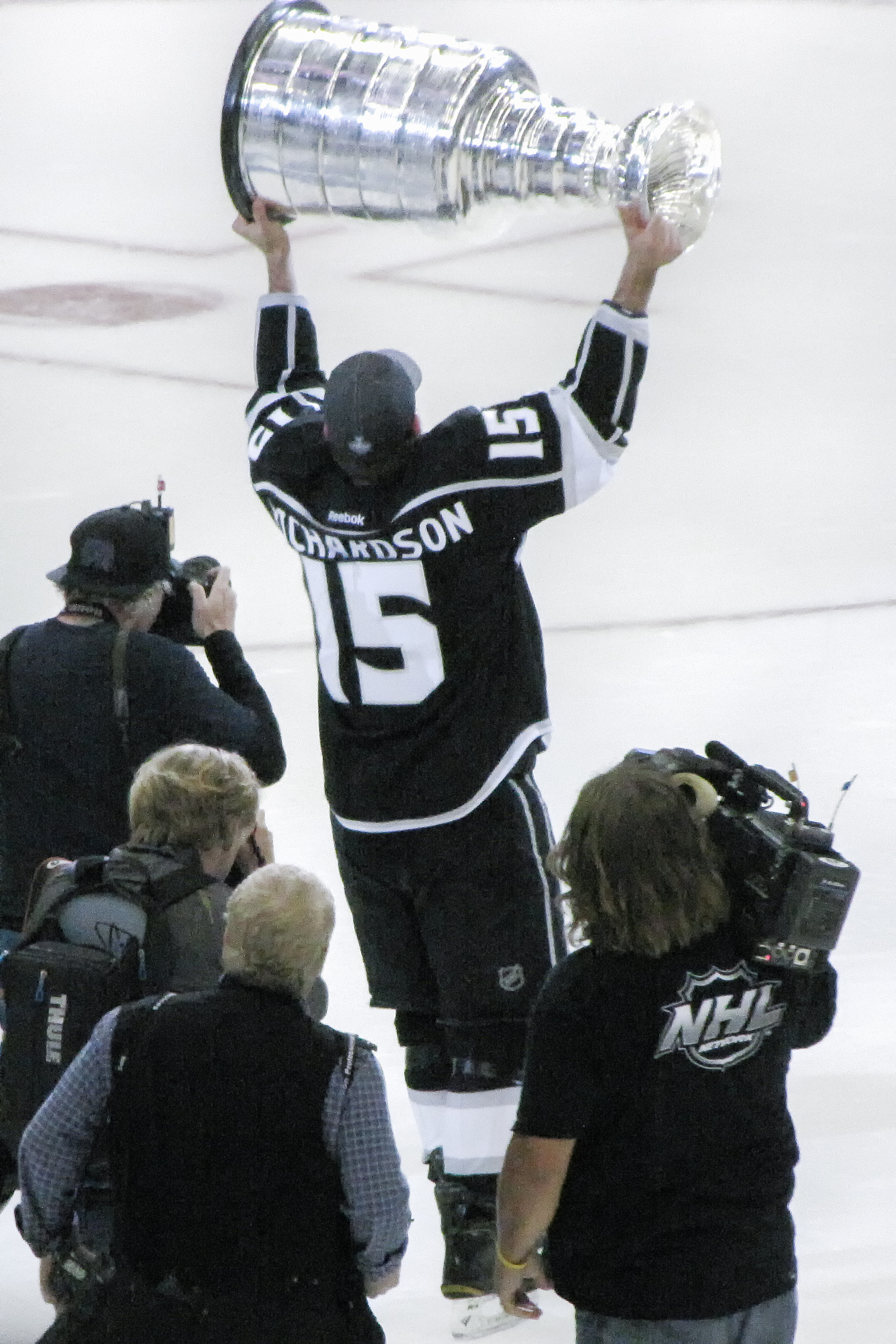
Брэд Ричардсон с Кубком Стэнли в 2012 году

12 июля 2011 года «Лос-Анджелес» продлили контракт с Брэдом Ричардсоном на два года на общую сумму $ 2,35 млн. В сезоне 2011/12 провёл 59 матчей в регулярном сезоне и набрал 8 (5+3) очков. В плей-офф Ричардсон пропустил первые две игры после перенесённой экстренной аппендэктомии. Несмотря на это, Брэд появился в 13-и матчах плей-офф, где забил гол и помог своей команде стать обладателями Кубка Стэнли.

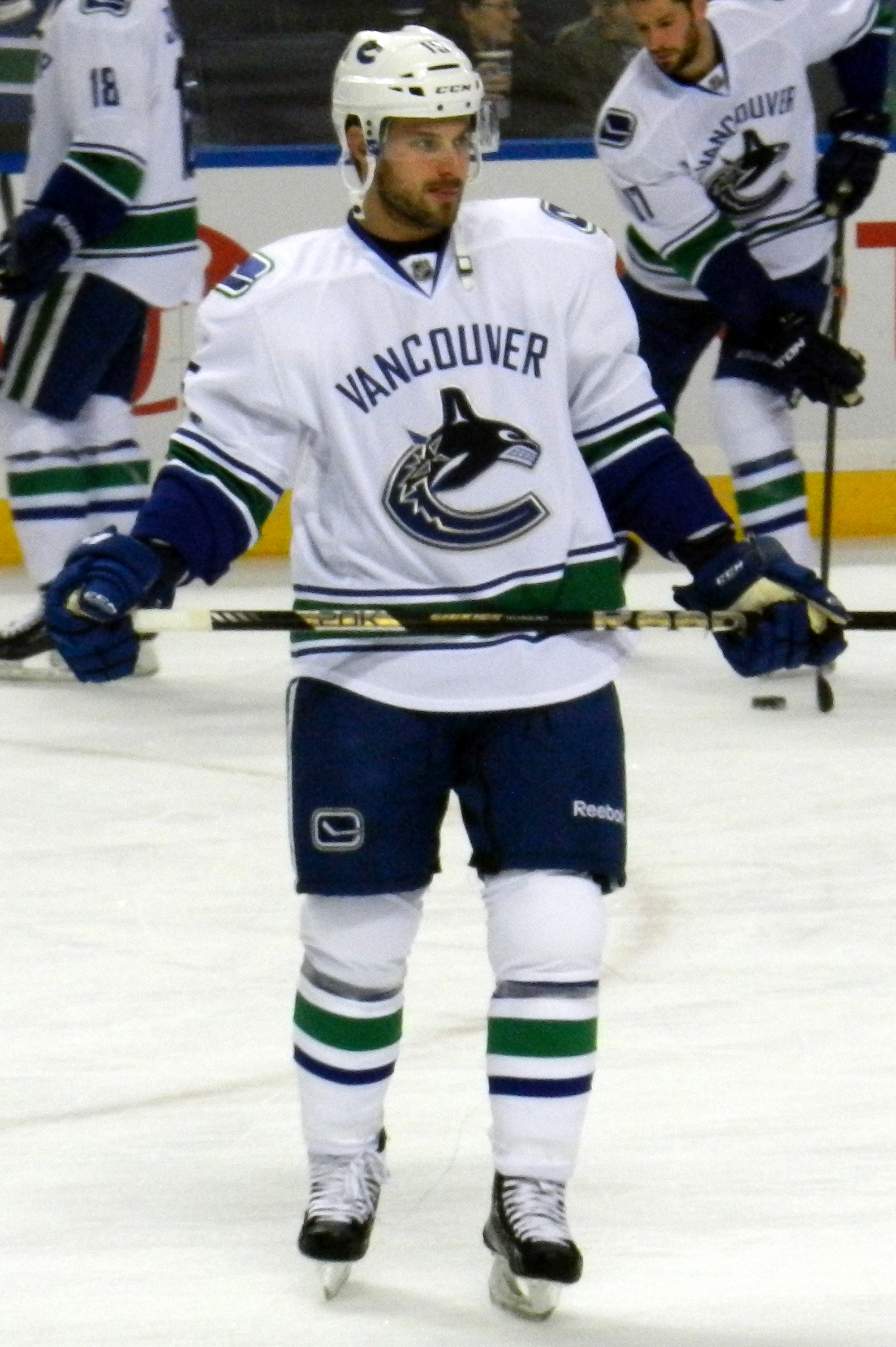
Брэд Ричардсон в составе «Ванкувер Кэнакс» в 2013 году

### Ванкувер Кэнакс
5 июля 2013 года Ричардсон подписал в качестве неограниченно свободного агента двухлетний контракт на общую сумму $ 2,3 млн с «Ванкувер Кэнакс». В сезоне 2013/14 клуб не смог попасть в плей-офф, а в сезоне 2014/15 уступил в первом раунде «Калгари Флэймз» в шести матчах.

### Аризона Койотис
1 июля 2015 года Ричардсон в качестве неограниченно свободного агента подписал трёхлетний контракт с «Аризона Койотис» на общую сумму $ 6,25 млн. В первом сезоне за новый клуб установил лучшие для себя результаты в карьере, набрав в 82 матчах 31 (11+20) очко. В сезоне 2016/17 набрал после 16 первых матчей 9 (5+4) очков, но получил травму после хита Никиты Трямкина из «Ванкувер Кэнакс». У Ричардсона были сломаны большеберцовая и малоберцовая кости правой ноги, что потребовало операции. В итоге Ричардсон выбыл до конца сезона. Перед сезоном 2017/18 был назначен ассистентом капитана и набрал в 76 матчах 15 (3+12) очков.
3 июля 2018 года Ричардсон подписал новый двухлетний контракт с «Койотис» на сумму $ 2,5 млн. В сезоне 2018/19 забросил 19 голов, в том числе 3 в меньшинстве, что стало его лучшим результатом в карьере. 28 февраля 2019 года забросил четыре шайбы в ворота «Ванкувера», оформив первый в своей карьере покер. Помимо этого, он стал первым игроком «Аризоны» с 1997 года, которому покорилось данное достижение, а также первой звездой дня в НХЛ. 7 августа 2020 года канадец забил победный гол в овертайме в четвёртом матче квалификационного раунда против «Нэшвилл Предаторз», что позволило «Койотис» впервые с 2012 года выйти в плей-офф.

### Нэшвилл Предаторз
12 октября 2020 года подписал однолетний контракт с «Нэшвилл Предаторз» на сумму $ 1 млн. В первом матче за «хищников» отметился результативной передачей, а уже в следующем матче забросил победную шайбу в матче против «Коламбус Блю Джекетс» в ворота Элвиса Мерзликина. В конце января 2021 года получил травму верхней части тела, был помещён в резерв травмированных и выбыл до марта. В первом же матче после возвращения в состав отметился результативной передачей.
Однако после четырёх матчей вновь получил травму и выбыл до мая. Всего за «Нэшвилл Предаторз» в сезоне 2020/21 провёл 17 матчей, в которых набрал 4 (1+3) очка. Помимо этого, провёл 2 матча плей-офф в серии против «Каролины Харрикейнз», но результативными баллами не отметился, а «Предаторз» проиграли серию в шести матчах. 22 июля 2021 года генеральный менеджер «Предаторз» Дэвид Пойл объявил о том, что нападающий Брэд Ричардсон и защитник Эрик Гудбрансон покинут команду в межсезонье.

### Калгари Флэймз
8 сентября 2021 года подписал однолетний контракт с «Калгари Флэймз» на сумму $ 800 тыс. За клуб провёл 27 матчей и отметился 4 (2+2) результативными баллами.

### Возвращение в Ванкувер
20 марта 2022 года, в предпоследний день дедлайна, был выставлен «Флэймз» на драфт отказов, откуда следующим днём вернулся в стан «Ванкувер Кэнакс».

## Международная карьера
В 2002 году участвовал в составе сборной Канады (Онтарио) на Мировом кубке вызова.

## Личная жизнь
У Ричардсона и его бывшей жены Лорен Хант есть дочь Лекси (род. 9 июля 2015).
11 января 2021 года у Ричардсона и его девушки Джессики Зор родилась дочь Боуи Элла.

## Достижения

### Командные
| Год  | Команда            | Достижение              |
| ---- | ------------------ | ----------------------- |
| 2012 | Лос-Анджелес Кингз | Обладатель Кубка Стэнли |

## Статистика
| Легенда | Легенда                    | Легенда | Легенда                   | Легенда | Легенда    |
| ------- | -------------------------- | ------- | ------------------------- | ------- | ---------- |
| И       | Количество проведённых игр | Штр     | Штрафное время            | +/−     | Плюс-минус |
| Г       | Голы                       | П       | Голевые передачи          | О       | Очки       |
| -       | Статистика неизвестна      | —       | Статистика не учитывалась |         |            |